# ATC код V09
ATC код V09 (англ. ATC code V09), «Діагностичні радіофармацевтичні засоби» - підрозділ системи літеро-цифрових кодів Анатомо-терапевтично-хімічної класифікації, розроблених Всесвітньою організацією охорони здоров'я для класифікації ліків та інших медичних продуктів.

## V09AЦентральна нервова система
- V09AA Сполуки (99mTc) технецію
- V09AB Сполуки йоду (123I)
- V09AX Інші радіофармацевтичні засоби для діагностики захворювань ЦНС

## V09BКісткова система
- V09BA Сполуки (99mTc) технецію

## V09CСечовивідна система
- V09CA Сполуки (99mTc) технецію
- V09CX Інші радіофармацевтичні засоби для діагностики захворювань сечовивідної системи

## V09D Засоби для дослідження печінки та ретикулоендотеліальної системи
- V09DA Сполуки (99mTc) технецію
- V09DB (99mTc) технецію частки або колоїдні розчини
- V09DX Інші радіофармацевтичні засоби для діагностики захворювань печінки та ретикулоендотеліальної системи

## V09EДихальна система
- V09EA (99mTc) технецій для інгаляцій
- V09EB (99mTc) технецію частки для ін΄єкцій
- V09EX Інші радіофармацевтичні діагностичні засоби для діагностики захворювань дихальних шляхів

## V09FЩитоподібна залоза
- V09FX Різні радіофармацевтичні засоби для дослідження щитоподібної залози

## V09GСерцево-судинна система
- V09GA Сполуки (99mTc) технецію
- V09GB Сполуки (125І) йоду
- V09GX Інші радіофармацевтичні засоби для діагностики захворювань серцево-судинної системи

## V09H Діагностика запалення та інфекційних хвороб
- V09HA Сполуки (99mTc) технецію
- V09HB Сполуки (111In) індію
- V09HX Інші радіофармацевтичні засоби для діагностики запалення та інфекційних хвороб

## V09I Діагностика пухлин
- V09IA Сполуки (99mTc) технецію
- V09IB Сполуки (111In) індію
- V09IX Інші радіофармацевтичні засоби для діагностики пухлин

## V09X Інші радіофармацевтичні діагностичні засоби
- V09XA Сполуки (131І) йоду
- V09XX Різні радіофармацевтичні діагностичні засоби